# Bubalus depressicornis
O bufalo-anão-das-planícies (Bubalus depressicornis) é uma espécie de bovino endêmico de Celebes (Indonésia), também encontrado na ilha de Buton.